# Gare de Busseau-sur-Creuse
La gare de Busseau-sur-Creuse est une gare ferroviaire française des lignes de Montluçon à Saint-Sulpice-Laurière et de Busseau-sur-Creuse à Ussel, située sur le territoire de la commune d'Ahun dans le département de la Creuse, en région Nouvelle-Aquitaine.
C'est une gare voyageurs de la Société nationale des chemins de fer français, desservie par des trains régionaux TER Nouvelle Aquitaine.

## Situation ferroviaire
Établie à 393 mètres d'altitude, la gare de bifurcation de Busseau-sur-Creuse est située au point kilométrique (PK) 389,756 de la ligne de Montluçon à Saint-Sulpice-Laurière, entre les gares ouvertes de Parsac - Gouzon et de Guéret. Elle est également, au PK 388,624, l'origine de la ligne de Busseau-sur-Creuse à Ussel (déclassée après Felletin) avant la gare de Lavaveix-les-Mines.
Gare d'évitement, elle dispose d'une voie principale et de deux voies pour le croisement des trains. Un petit faisceau fret à trois voies en impasse, accessible depuis le côté Montluçon, complète les installations.

## Histoire
La ligne vers Felletin devrait être fermée durant l'été 2025en raison d'une fréquentation très faible

## Fréquentation
De 2015 à 2023, selon les estimations de la SNCF, la fréquentation annuelle de la gare s'élève aux nombres indiqués dans le tableau ci-dessous.
| Année     | 2015  | 2016  | 2017  | 2018 | 2019 | 2020 | 2021  | 2022  | 2023  |
| --------- | ----- | ----- | ----- | ---- | ---- | ---- | ----- | ----- | ----- |
| Voyageurs | 1 417 | 1 022 | 1 223 | 764  | 551  | 628  | 1 187 | 1 484 | 1 632 |

## Ouvrage d'art
Réalisé entre 1863 et 1865 pour la ligne de Montluçon à Saint-Sulpice-Laurière, le viaduc de Busseau qui franchit la Creuse se trouve immédiatement à la sortie orientale de la gare. Depuis 1975, il est inscrit au titre des monuments historiques,

## Service des voyageurs

### Accueil
Gare SNCF, elle dispose d'un bâtiment voyageurs avec des espaces d'attente en gare (chauffé) et sur les quais ainsi que de toilettes. Un service d'assistance aux personnes en situation de handicap est disponible pendant les heures d'ouverture (Service Accès Plus).

### Desserte
Busseau-sur-Creuse est desservie par les trains TER Nouvelle-Aquitaine (lignes de Limoges-Bénédictins à Montluçon-Ville et à Felletin).

### Intermodalité
Un parking pour les véhicules y est aménagé.

## Photothèque

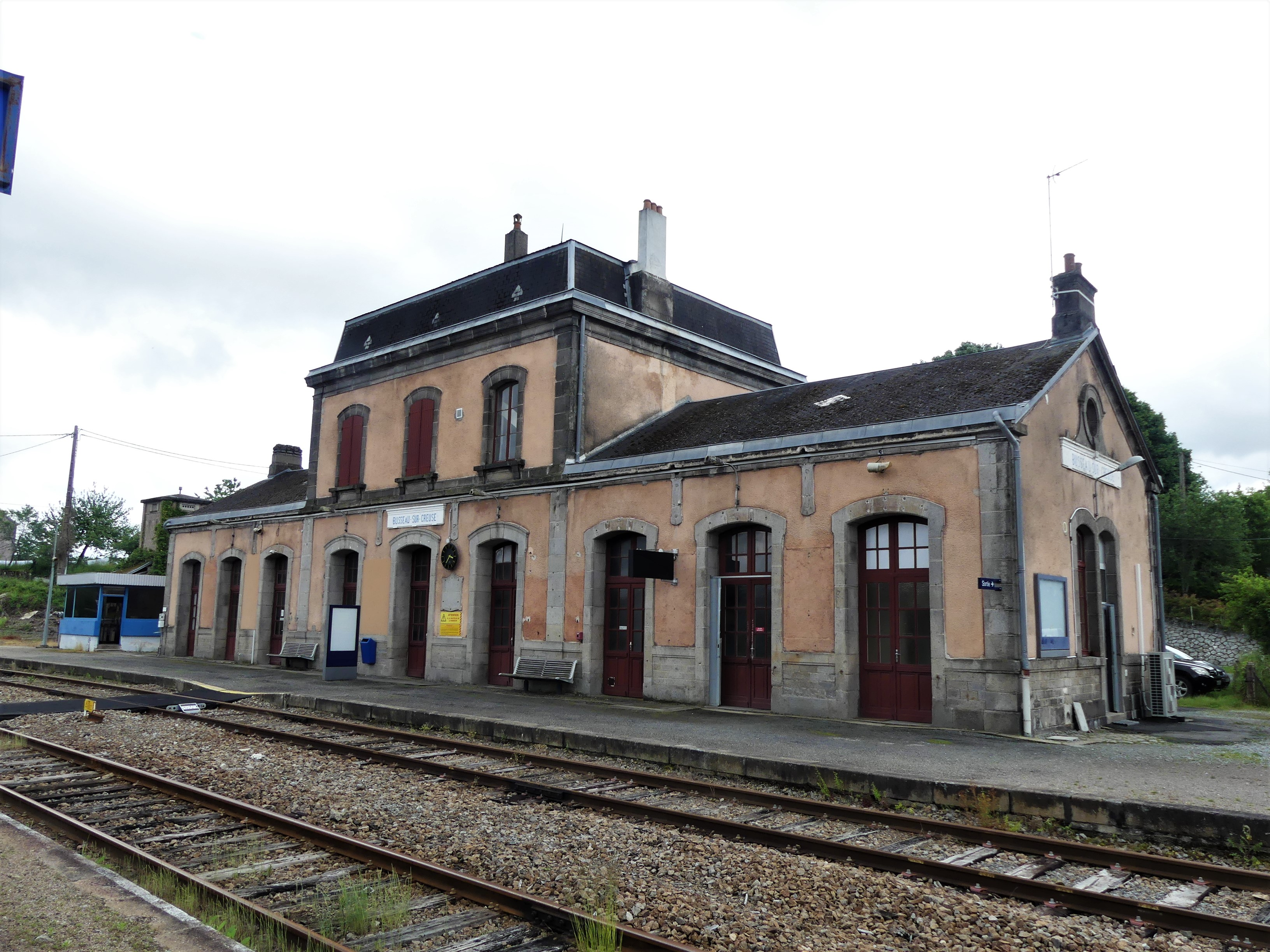
La gare, côté voies.
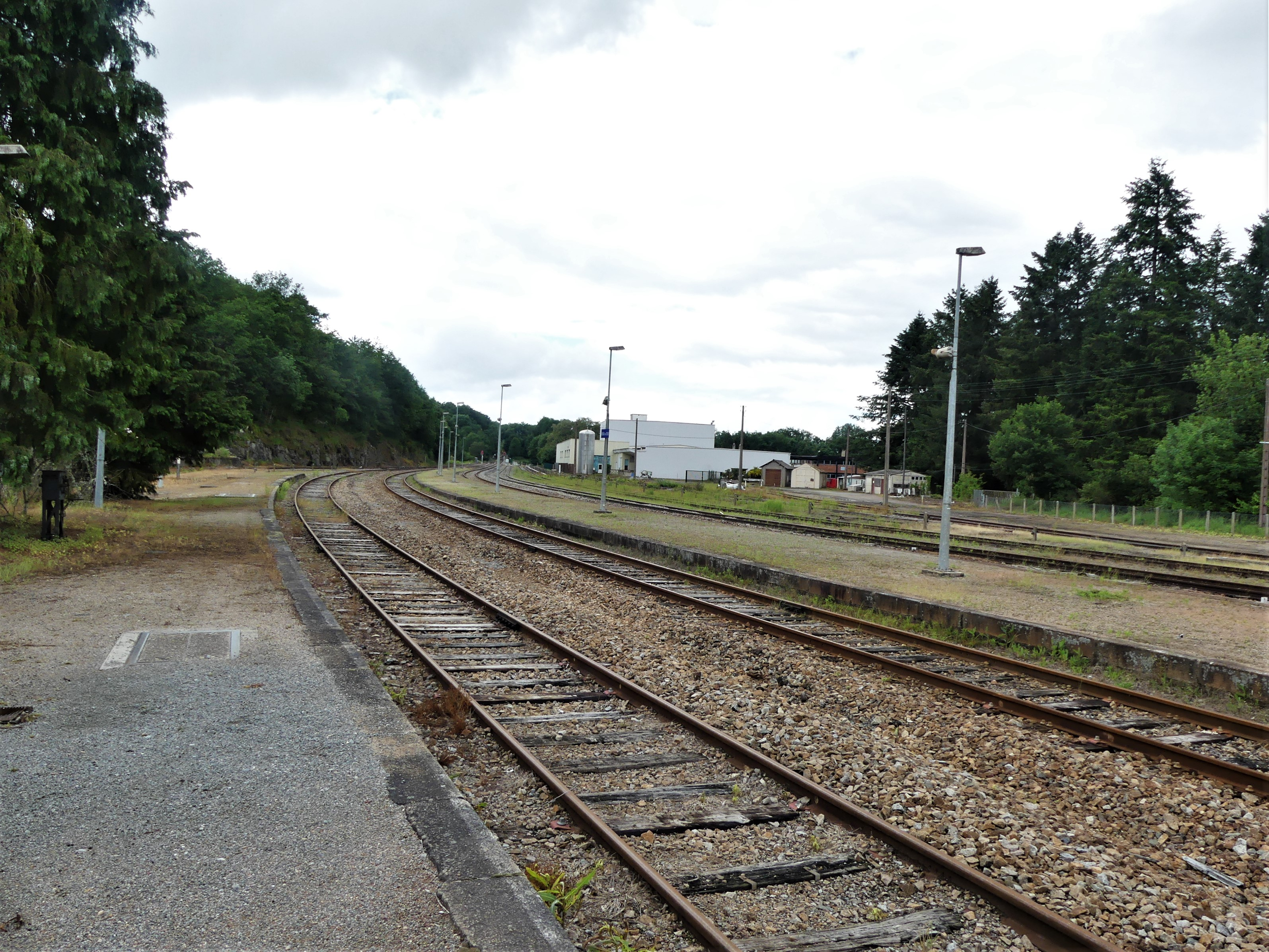
Les voies en direction de Guéret.
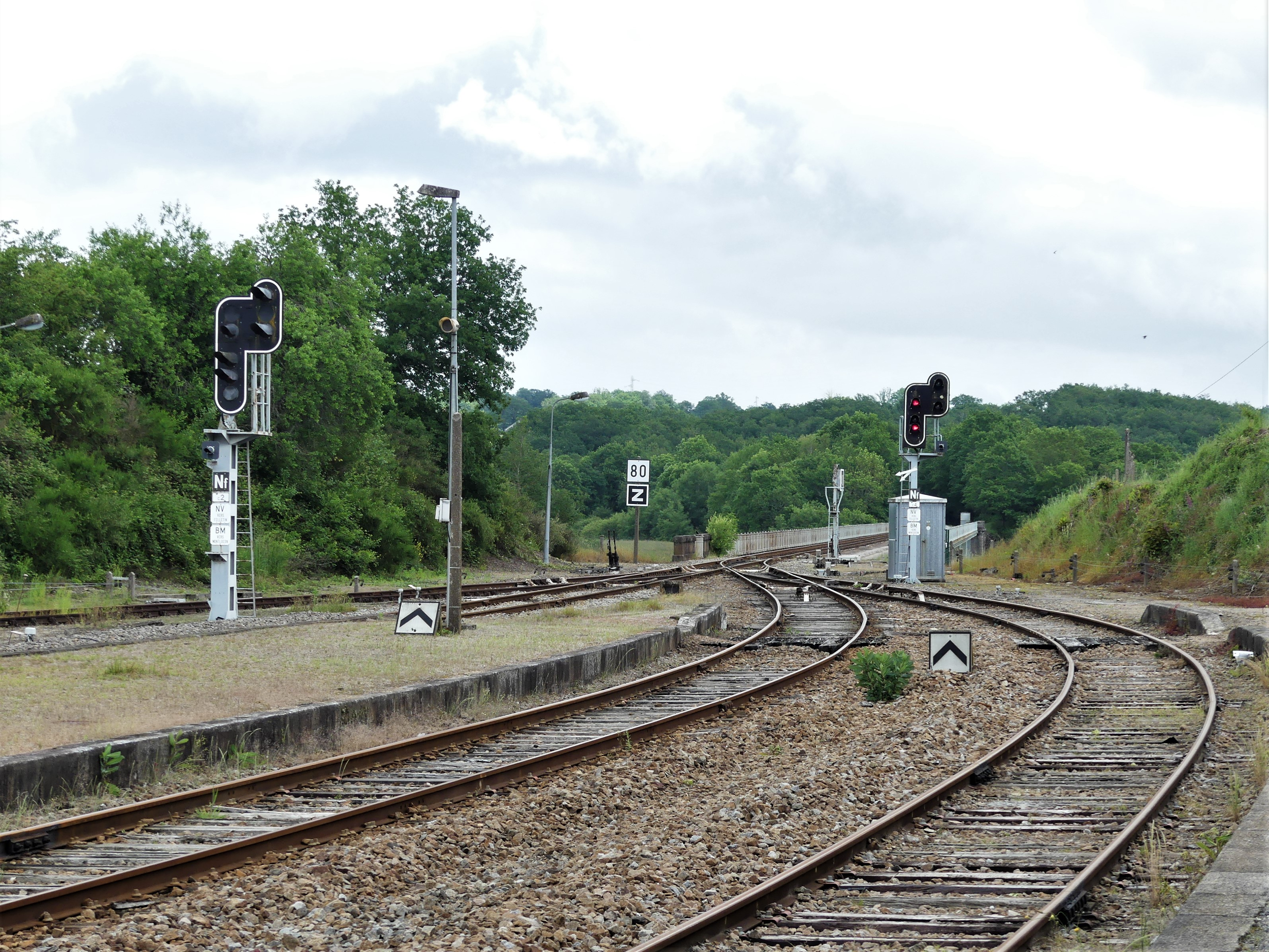
Les voies en direction de Felletin et Montluçon.
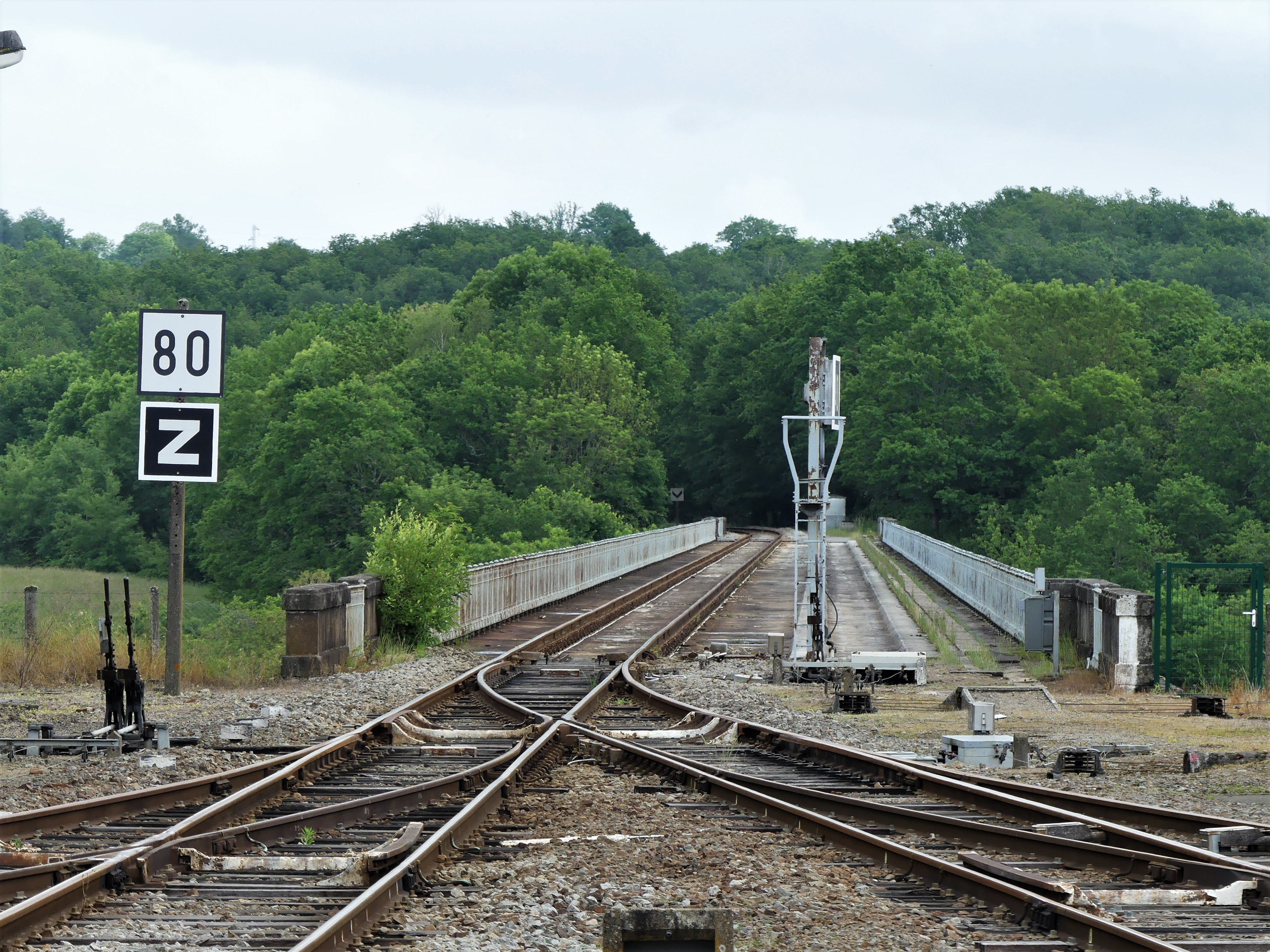
Les voies débouchent sur le viaduc de Busseau.
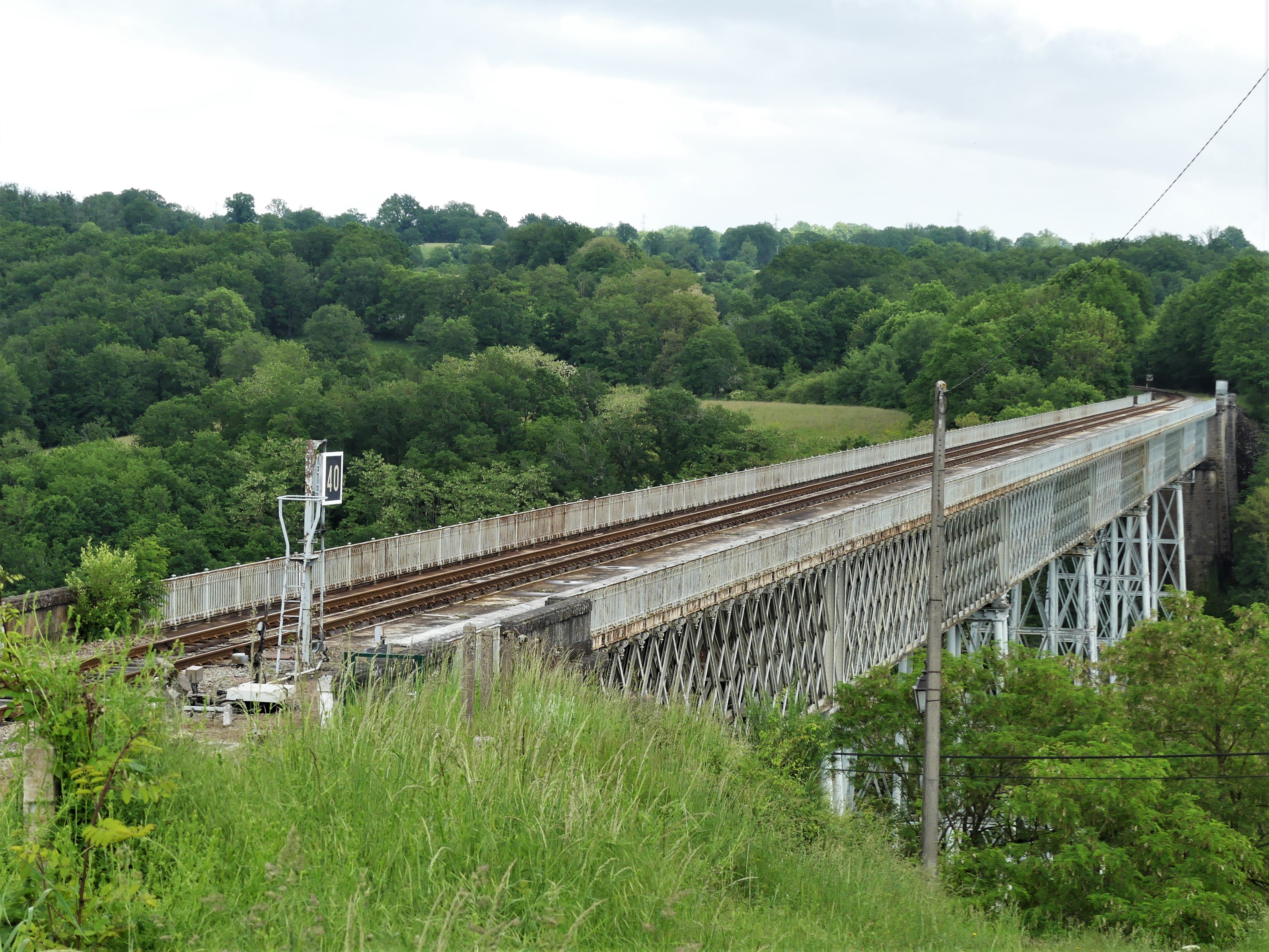
Le viaduc de Busseau.

### Liens
- La gare de Busseau-sur-Creuse, sur le site officiel SNCF / TER Nouvelle-Aquitaine
- Photos de cette gare sur Lemosin.net

| Origine             | Arrêt précédent | Train | Train                  | Train | Arrêt suivant      | Destination     |
| ------------------- | --------------- | ----- | ---------------------- | ----- | ------------------ | --------------- |
| Limoges-Bénédictins | Guéret          |       | TER Nouvelle-Aquitaine |       | Parsac - Gouzon    | Montluçon-Ville |
| Guéret              | Guéret          |       | TER Nouvelle-Aquitaine |       | Lavaveix-les-Mines | Felletin        |